# 哀愁ピュセル
「哀愁ピュセル」（あいしゅうピュセル）は、1987年7月29日にCBS・ソニー（現：ソニー・ミュージックレーベルズ）からリリースされた伊藤美紀の2枚目のシングルである。

## 解説
伊藤自身が自ら出演したタイトーのファミリーコンピュータ ディスクシステム用ゲームソフト『奇々怪界 -怒濤編-』のCMソングとして制作された。
一方、B面収録曲の『小夜カーニバル』（リトルナイト・カーニバル）は同じく『奇々怪界 -怒濤編-』のイメージソングとして制作され、当時、タイトーのサウンドチーム「ZUNTATA」のメンバーに在籍していたOGRこと小倉久佳が作曲を手掛けている。
ちなみに『小夜カーニバル』は『奇々怪界 -怒濤編-』のゲーム本編のオープニングテーマとしても使用され、更にゲーム本編では伊藤自身をモデルとした「美紀ちゃん」が2Pキャラクターとして登場した。
なお、伊藤自身の歴代のシングル曲としては自己最高のセールス（売上4.5万枚）となった。

## 収録曲
※ 両曲共に作詞：栃内淳
1. 哀愁ピュセル [3:40]
作曲：井上ヨシマサ、編曲：船山基紀
2. 小夜（リトルナイト）カーニバル [3:28]
作曲：ZUNTATA（小倉久佳）、編曲：津田治彦

## 収録アルバム
オリジナルアルバム
- PUCELLE

ミニアルバム
- OVER THE RAINBOW
- Girls On The Beach

完全限定アルバム
- アイドル・ミラクルバイブルシリーズ 伊藤美紀